# Sbarco al promontorio della Vistola
Lo sbarco al promontorio della Vistola (in russo Десант на косу Фрише-Нерунг?, Desant na kosu Friše-Nerung) fu un'operazione militare di sbarco anfibio condotta dalla Flotta del Baltico con sostegno dell'Armata Rossa degli Operai e dei Contadini tra il 25 e il 26 aprile 1945 durante l'Offensiva della Prussia Orientale nella seconda guerra mondiale.

## Pianificazione e preparazione dell'operazione
All'inizio di febbraio 1945, durante l'Offensiva della Prussia Orientale, le truppe sovietiche del 2º e del 3º Fronte bielorusso raggiunsero la laguna della Vistola. Allo stesso tempo, due grandi gruppi armati furono tagliati fuori dalla principale armata tedesca: nella città fortezza di Königsberg e nella Sambia. All'inizio di aprile Königsberg fu presa d'assalto, e alla fine di aprile il Gruppo di forze Sambia fu sciolto. Il 25 aprile fu attaccata la città e la base navale di Pillau.
I resti di 5 divisioni sconfitte del Gruppo di forze Sambia (35 000 persone) riuscì ad attraversare l'omonima penisola attraverso lo stretto di Baltijsk fino al promontorio della Vistola e iniziò a ritirarsi lungo di esso in direzione sud-ovest. Il nemico era attivamente impegnato nell'evacuazione delle sue truppe dai gruppi isolati attraverso il Mar Baltico e le truppe evacuate potevano entrare in battaglia in direzione di Berlino. Per sconfiggere il gruppo tedesco presso il promontorio, si decise di sferrare un assalto anfibio. L'idea dell'operazione era di attraccare contemporaneamente due forze da sbarco sul promontorio, sulle coste occidentale e orientale, contrattaccando e costringendo il gruppo all'estremità settentrionale a capitolare; poi continuare l'offensiva in direzione sud. L'operazione era stata preparata dalla Flotta del Baltico e dalle truppe del 3º Fronte bielorusso dal marzo 1945, la decisione finale di eseguirla fu presa durante i giorni dell'assalto a Pillau.
La battaglia per il promontorio della Vistola iniziò ancor prima dello sbarco, sfondando la sua punta settentrionale. Dalle 18:00 del 25 aprile 1945, il distaccamento avanzato del 17º Reggimento fucilieri delle guardie (composto dagli esploratori, dal primo tenente della 7ª Compagnia fucilieri Stepan Jakovlevič Nechaenko, dal sottotenente del plotone di mortai A. I. Suvorov, da equipaggi di mitragliatrici pesanti e cannoni da 45 mm su tre veicoli anfibi statunitensi, sotto il comando del comandante del 3º Battaglione di fanteria delle guardie, dal maggiore A. V. Dorofeev e il suo vice per gli affari politici e dal primo tenente V. N. Pankratov), sotto costante fuoco nemico, attraversò lo stretto di Baltijsk, collegando il Mar Baltico con la baia della Vistola, e sbarcò sul promontorio.
Entro la fine del 25 aprile, Il battaglione di A. Dorofeev catturò la testa di ponte sul promontorio della Vistola, respinse due contrattacchi durante la notte e assicurò lo sbarco del battaglione di seconda linea sotto il comando del capitano L. Z. Čuguevskij, in seguite ne respinse altri tre, catturò circa 480 tedeschi e la mattina del 26 aprile assicurò lo sbarco del resto delle truppe della 17ª Guardia. Durante l'azione era anche presente il Reggimento fucilieri delle guardie, il tenente colonnello A. I. Bankuzov, e avvenne anche lo sbarco delle forze principali della 5ª Divisione fucilieri delle guardie del generale G. B. Peters. Il distaccamento avanzato, con il supporto organizzato dal comandante dell'artiglieria della 5ª Divisione fucilieri delle guardie S. G. Demjanovskij, espanse la testa di ponte e conquistò il villaggio di Nojtif e un forte a nord-ovest del promontorio. La cattura della testa di ponte da parte del distaccamento avanzato di Dorofeev divenne il segnale per lo sbarco di due forze d'assalto anfibie tattiche 10 km a sud dello stretto.
Dalla sponda meridionale della baia furono assegnati 36 cannoni di artiglieria da campo della 37ª Brigata artiglieria della 43ª Armata e 36 cannoni della 150ª Brigata artiglieria dell'11ª Armata delle guardie per il supporto dell'artiglieria allo sbarco. Lo svantaggio era la piccola quantità di munizioni (13 colpi per pistola).
Entrambi i distaccamenti di sbarco - quello occidentale dal mare e quello orientale dalla laguna della Vistola - dopo lo sbarco avrebbero dovuto incontrarsi e passare sotto il comando generale del comandante della forza da sbarco orientale, il maggior generale del Servizio della flotta costiera I. N. Kuz'mičev, comandante della 260ª Brigata fanteria marina della Flotta del Baltico. L'operazione fu gestita dal comandante della base navale di Pillau (temporaneamente situata a Tapiau), il contrammiraglio N. E. Feldman. La direzione generale era esercitata dal comandante della regione difensiva navale sud-occidentale della Flotta del Baltico, il vice ammiraglio N. I. Vinogradov. Il 25 aprile 1945, alle 17:00, il comandante dell'11ª Armata delle guardie, il generale Kuz'ma Nikitovič Galickij ricevette un ordine da combattimento per un'operazione di sbarco.

## Distaccamento occidentale
La squadra da sbarco occidentale lasciò l'area di Palmnicken alle 22:45 del 25 aprile e si spostò attraverso il mare aperto verso l'area di sbarco vicino al villaggio di Waldhale al promontorio. La composizione delle forze del distaccamento era un reggimento combinato (più di 600 persone) dell'83ª Divisione fucilieri delle guardie dell'11ª Armata delle guardie del generale K. N. Galickij, sotto il comando del vice comandante dell'unità delle guardie, il colonnello L. T. Belogo. Il comandante della forza da sbarco è il capo di stato maggiore delle torpediniere, il capitano di 2º grado G. P. Timčenko. Il comandante delle forze di copertura è il comandante della brigata di torpediniere, il capitano di 1º grado A. V. Dudin, la transizione del distaccamento era coperta da una divisione di navi corazzate, capitano di 2º grado G. S. Gapkovskogo. I dragamine erano comandati da Dudin, il distaccamento era composto da 21 torpediniere e dragamine, di cui 10 truppe sbarcate e 12 protette dal mare. Per garantire la sorpresa, sul luogo di sbarco del distaccamento occidentale non fu effettuata alcuna preparazione d'artiglieria.
Avvicinandosi al luogo dello sbarco, le navi incontrarono improvvisamente sei motozattere nemiche, che si stavano dirigendo a Pillau, ignare della sua caduta. In una breve battaglia navale una delle barche venne danneggiata, ma l'equipaggio spense l'incendio nella sala macchine e quindi non affondò. Una motovedetta fu gravemente danneggiata e il suo equipaggio fu catturato: poco dopo il bastimento sarebbe affondato in acque poco profonde. Le altre unità naziste lasciarono frettolosamente il campo di battaglia.
Alle 2:15 del 26 aprile 1945 il distaccamento iniziò lo sbarco nell'area prevista. L'improvvisa apparizione di uno sbarco dal mare sbalordì i tedeschi e assicurò il successo del primo assalto dei fanti. Una torpediniera si incagliò durante lo sbarco, non poté essere rimossa e fu fatta saltare in aria dall'equipaggio, che poi si unì alla squadra da sbarco. Tuttavia, il nemico riuscì a danneggiare altre 2 barche che non s'inabissarono, ma dovettero tornarono alla base.
Il fattore sorpresa permise al distaccamento di espandere la testa di ponte nelle profondità della difesa, dove era presente un gruppo di blindature. Furono catturati fino a 1 500 soldati nemici e fino a 400 altri prigionieri nell'area della blindatura. Colonne di truppe tedesche in ritirata da Pillau iniziarono ad avvicinarsi dall'estremità settentrionale del promontorio. Sotto la pressione delle forze nemiche superiori, la forza da sbarco fu tagliata fuori dalla riva e divisa in gruppi separati. Dopo essersi fortificati nelle posizioni più vantaggiose, i combattenti respinsero un attacco dopo l'altro, attaccando le unità nemiche che sfondavano dai fianchi e dalle retrovie. Una delle unità nemiche riconquistò i prigionieri precedentemente catturati, il suo comandante sparò a diverse persone sul posto, ordinando agli altri di trovare armi e unirsi alla battaglia. Per molto tempo il distaccamento non ebbe comunicazioni, ma poi fu possibile ripristinarle tramite la radio degli osservatori di artiglieria presenti nella squadra da sbarco. Al mattino, il distaccamento occidentale combatteva in gruppi separati. Le imbarcazioni di copertura di questo distaccamento respinsero un tentativo di alcune imbarcazioni tedesche di sparare dal mare contro le posizioni da sbarco, danneggiando 2 imbarcazioni nemiche.

## Distaccamento orientale
La squadra da sbarco orientale doveva lasciare la zona di Paise - Zimmerbude e avrebbe dovuto attraversare la baia e sbarcare sul promontorio nella zona della città di Mövenhaken. La composizione delle forze del distaccamento orientale era un reggimento consolidato della 260ª Brigata fanteria marina (676 persone) composto da tre battaglioni (uno dei quali è il battaglione 487 della Fanteria marina del battaglione di disciplina separato della Flotta del Baltico della Bandiera Rossa sotto il comando del tenente colonnello A. O. Leibovič), reggimento consolidato 43ª Armata (588 persone). Il distaccamento aveva solo un cannone ZiS-3 e 18 mortai. Lo sbarco è stato effettuato in due scaglioni - sul fiume la Divisione navi corazzate Petrozavodsk e delle lance da esse rimorchiate  - per un totale di 24 imbarcazioni (9 imbarcazioni corazzate, 2 rimorchiatori, 6 imbarcazioni lunghe, 3 imbarcazioni dragamine, 1 piroscafo tedesco catturato, 2 motoscafi). Il comandante delle forze da sbarco è il comandante della Divisione navi corazzate Petrozavodsk, il capitano di 2º grado M. F. Krokhin. In totale, la forza del distaccamento ha superato le 1 300 persone.
Il primo scaglione del distaccamento orientale (un battaglione di fanti marini e uno disciplinare) entrò nell'area designata per lo sbarco la sera del 25 aprile in un distaccamento di due colonne di scia. Il primo scaglione della forza da sbarco era comandato dal colonnello L. V. Dobrotin. In condizioni di nebbia notturna, quando il distaccamento prese una rotta di combattimento e cambiò formazione, la colonna destra del distaccamento perse la rotta, deviò notevolmente a destra e perse di vista la colonna sinistra. Come risultato di questo errore, la forza da sbarco della colonna di destra sbarcò al promontorio del canale marittimo di Königsberg nella zona del villaggio di Kamstigal nella parte posteriore delle sue truppe. Ben presto, rendendosi conto del suo errore, il comandante della colonna riportò le truppe a bordo e le condusse nella zona di sbarco prevista. La colonna di sinistra, in attesa di quella perduta, non sbarcò, sebbene il distaccamento occidentale stesse già combattendo sulla riva. Il comandante del gruppo di supporto dell'artiglieria non fu informato del ritardo e effettuò la preparazione d'artiglieria all'ora stabilita. Di conseguenza, il nemico scoprì il distaccamento, riuscì a organizzare la difesa e aprì il fuoco sugli sbarcati.
Alle 04:15 del 26 aprile 1945, la forza da sbarco (con un ritardo di 2 ore) sbarcò un chilometro a sud del luogo previsto. Quasi tutti i soldati del battaglione di disciplina che prestarono servizio nel primo assalto morirono, ma le forze principali del distaccamento irruppero nelle trincee costiere, dando inizio a un feroce combattimento corpo a corpo. Le fortificazioni costiere furono catturate e i presenti fatti prigionieri. Tuttavia, le barche che consegnavano le munizioni alle forze da sbarco le scaricarono 5 chilometri a nord dell'area della battaglia. L'errore venne scoperto soltanto alcune ore dopo. L'unico veicolo da combattimento aviotrasportato colpì il nemico a bruciapelo finché tutti i proiettili non furono sparati. Ciò ha salvato la situazione fino all'arrivo del secondo scaglione di truppe.
Verso le 8:00 del 26 aprile, il secondo scaglione della forza da sbarco orientale - il 2º Battaglione della Brigata Marina e il reggimento combinato della 43ª Armata - sbarcò sulle stesse barche corazzate e scialuppe. Il comandante del distaccamento di sbarco orientale, il maggiore generale I. N. Kuz'mičev, sbarcò con il secondo scaglione. Dopo questo sbarco, le navi corazzate rimasero sul campo di battaglia e fornirono supporto antincendio alle forze da sbarco.
Verso le 12:00 arrivò il terzo scaglione delle forze da sbarco, ma ancora una volta, a causa della scarsa collaborazione, lo sbarco iniziò un chilometro a nord della testa di ponte. Rendendosi conto dell'errore, il comandante del distaccamento fermò lo sbarco, ma sulla riva c'erano già circa 100 persone, che presero la difesa perimetrale e, dopo una breve battaglia, si unirono alle unità che avanzavano.
In questo momento, il battaglione di Dorofeev catturò diverse centinaia di prigionieri (tra cui un tenente colonnello dello stato maggiore tedesco), quindi, dividendo il promontorio e avanzando lungo la costa dello stesso, si unì allo sbarco occidentale dei fanti marini nella città del "Campo russo" (in russo Русский лагерь?, Rússkij lager′).

## Completamento dell'operazione
La situazione dello sbarco dei marinai fu salvata dal fatto che il gruppo nemico al promontorio non aveva un solo comando. Mentre alcune parti della Wehrmacht combattevano con le forze da sbarco, altre fuggirono frettolosamente oltre il campo di battaglia a sud, dove le principali forze nemiche si erano accumulate. Il gruppo meridionale del nemico non entrò in battaglia con le forze da sbarco, ritirandosi frettolosamente ancora di più. Sentendo il fragore della battaglia delle guardie del 3º Battaglione del maggiore Dorofeev dietro di loro, le unità tedesche all'estremità settentrionale del promontorio iniziarono ad abbandonare le loro posizioni e sfondare a sud del promontorio oltre le teste di ponte.
Sviluppando l'offensiva sul promontorio, dalla zona di Pillau le unità avanzate della 5ª Divisione fucilieri delle guardie dell'8º Corpo fucilieri delle guardie dell'11ª Armata delle guardie continuarono a sbarcare sulla punta settentrionale del promontorio, e poi al mattino del 27 aprile, un ponte di barche fu costruito con successo attraverso lo stretto, attraverso il quale iniziarono ad attraversare le forze principali del corpo. Non era presente resistenza organizzata contro di loro.
Intorno alle 10 del mattino del 26 aprile, le forze da sbarco orientale e occidentale si unirono, tagliando completamente il promontorio. Verso le 13.30 dello stesso giorno incontrarono le unità del 3º battaglione del maggiore Dorofeev in movimento da nord. Le unità tedesche che non ebbero il tempo di sfondare verso sud furono circondate e capitolarono.
Durante l'operazione fu liberata dal nemico l'estremità settentrionale del promontorio della Vistola, lunga oltre 10 chilometri (il cordone era largo meno di un chilometro ed era bloccato da numerose linee di difesa). Poiché l'operazione rivelò una grave carenza di forze navali da sbarco e di artiglieria, nonché notevoli problemi nelle operazioni della flotta e nell'organizzazione delle azioni delle truppe al promontorio, il comando sovietico abbandonò un'ulteriore offensiva, limitandosi a bloccare il promontorio di terra e di mare. Le truppe tedesche accumulate al promontorio non tentarono una svolta, essendo sottoposte a continui attacchi aerei e continui bombardamenti di artiglieria dalla sponda meridionale della laguna della Vistola. Di notte una piccola parte delle truppe veniva trasportata via mare.
Il 9 maggio 1945 le truppe tedesche al promontorio (circa 22mila persone) capitolarono.

## Perdite subite
In generale, l'operazione è stata un successo, anche se è stata piena di improvvisi cambiamenti drammatici nella situazione. Nel distaccamento orientale, 70 persone furono uccise, 34 disperse e 133 ferite. Il distaccamento occidentale ebbe 123 morti e 107 feriti. In totale, la squadra da sbarco perse 193 soldati uccisi, circa 50 dispersi e 240 feriti. Una torpediniera andò perduta, 2 marinai sulle navi furono uccisi, 5 furono gravemente feriti.
Le perdite dei tedeschi furono notevolmente più elevate: la bibliografia sovietica indica il numero di 1 700 tedeschi uccisi in battaglia. Furono catturati 5 800 soldati e ufficiali e furono presi: 3 513 fucili, 1 300 mitragliatrici, 354 mitragliatrici, 18 mortai, 30 cannoni, 13 carri armati, 260 veicoli, 18 motociclette, 11 magazzini, 12 supporti di artiglieria semoventi.

## Riconoscimenti
Alla maggior parte dei partecipanti allo sbarco furono assegnati ordini e medaglie, a 26 persone fu assegnato il titolo di Eroe dell'Unione Sovietica, molti anni dopo ad un altro fu assegnato il titolo di Eroe della Federazione Russa.
Per la lotta eroica sulla testa di ponte del promontorio della Vistola, nove militari del 3º Battaglione fucilieri del 17º Reggimento fucilieri delle guardie furono nominati per il titolo di Eroe dell'Unione Sovietica, compreso il comandante del battaglione delle guardie, il maggiore A. V. Dorofeev. Otto soldati e ufficiali del battaglione ricevettero questo grado il 29 giugno 1945 e al colonnello in pensione Anatoliju Dorofeev 50 anni dopo con il decreto del Presidente della Federazione Russa n. 679 del 6 luglio 1995 è stato assegnato il titolo di Eroe della Federazione Russa.